# Ford Motor Ibérica
Ford Motor Ibérica fou la segona filial a Espanya de la multinacional americana Ford, instal·lada el 1923 a l'avinguda d'Icària, 149 del Poblenou de Barcelona. Constituïda com a Ford Motor Ibérica, SA el 1929, l'empresa tingué activitat fins al 1954, quan es dissolgué i donà lloc a la nova societat Motor Ibérica, SA, fabricant dels camions i tractors Ebro.

## Història

### Antecedents: Ford a l'estat espanyol

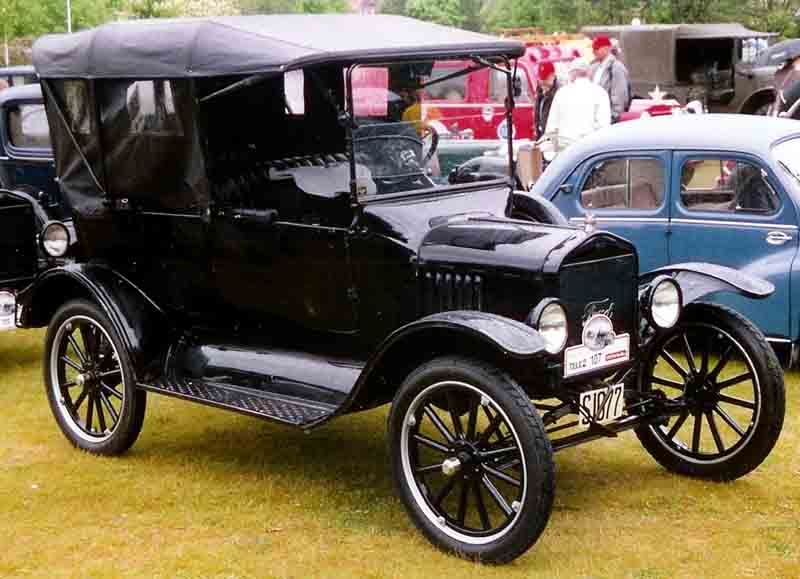
Un Ford T de 1920, l'any de l'establiment de la marca a Cadis

La relació de Ford amb Catalunya ve d'antic. Ja el 1904, el comerciant barceloní Eduard Chalaux aconseguí l'exclusiva de vendes per a Espanya de la marca i n'importà les primeres unitats a Barcelona. El 1907, el també barceloní Joan Casajuana muntà a Barcelona la primera agència Ford a l'estat espanyol i vengué 5 cotxes aquell any i 190 el 1908 (l'any de llançament del Ford T). Les vendes anaren creixent i es començaren a consolidar el 1912, a mesura que s'estenia la xarxa d'agències de la marca a altres zones de l'estat (especialment, Madrid).
Acabada la Primera Guerra Mundial, la central de Ford projectà obrir una factoria a Espanya per tal de dedicar-la al muntatge de conjunts (fabricats tant als EUA com a la filial britànica) i poder cobrir el mercat espanyol, el de Portugal i el del Magreb. Per motius logístics es trià Cadis com a seu, mentre es descartava Barcelona -la principal ciutat industrial de l'estat i l'única amb tradició automobilística- a causa de la conflictivitat laboral i social del moment (anarquisme, pistolerisme, etc.).
El 1920, Ford fundà a Cadis la seva filial Ford Motor Company, S.A.E. Cádiz i l'abril d'aquell any començà l'activitat de la nova fàbrica, tot construint cotxes i camionetes Ford T. Ben aviat es va comprovar que el lloc triat no era el més adient per diversos motius (dificultats d'adaptació de la mà d'obra, zona sense cap tradició industrial, manca de xarxa de proveïdors locals, etc.).

### El naixement de Ford Motor Ibérica

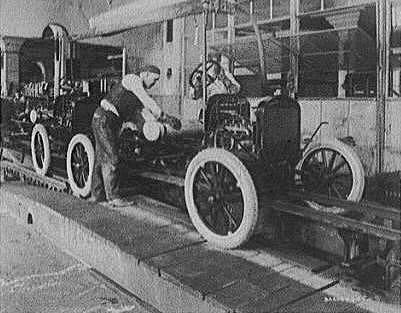
Línia de muntatge Ford a Detroit, el 1923 (any del trasllat a Barcelona)

A casua dels inconvenients de Cadis i la seva poca productivitat, Ford decidí de traslladar les seves activitats a Barcelona. Es llogaren unes naus industrials a l'Avinguda Icària, en plena zona portuària, i el 19 d'abril de 1923 s'hi reuní per primer cop el consell d'administració. Una de les primeres mesures fou duplicar el capital inicial de la societat, ara anomenada Ford Motor Company, S.A.E. Barcelona, deixant-lo en un milió de pts.
L'abaratiment i renovació del Ford T el 1924, unit a certes polítiques de suport al transport terrestre, aportaren un considerable augment de vendes. L'empresa va seguir muntant el Ford T a Barcelona fins a mitjan 1928 i aleshores inicià la transformació de les instal·lacions de cara al muntatge del futur Ford A. Aquest nou model revolucionari es presentà a Espanya el gener de 1928 i va disparar definitivament les vendes (a Barcelona se'n varen fabricar 15.223 unitats entre 1928 i 1931).
L'èxit del Ford A, unit al creixent nacionalisme industrial de la Dictadura, va mostrar la necessitat de nacionalitzar cada vegada més la producció. El 1929, la filial Ford es transformà en Ford Motor Ibérica, S.A.. El capital augmentà a 15 milions de pts i es reorganitza el consell d'administració i la fàbrica. Entre els principals accionistes, a banda de Ford Motor Company, hi havia el comte de Güell, el marquès de Hoyos, Riera i Soler, Banca López Bru, A. Mas Sardà i altres.

### Expansió durant la República
La nova legislació aranzelària dictada durant la República afavorí encara més Ford. El 22 maig de 1932, l'empresa presentà a la plaça de Catalunya una nova gamma de vehicles amb dues versions de motor, un de més econòmic (el mateix del Ford A) i un de molt innovador, el V8. El Ford V8, car, es mantingué en producció fins al 1936 i es complementà amb un altre model més econòmic que es presentà la primavera de 1932, el 8 HP.

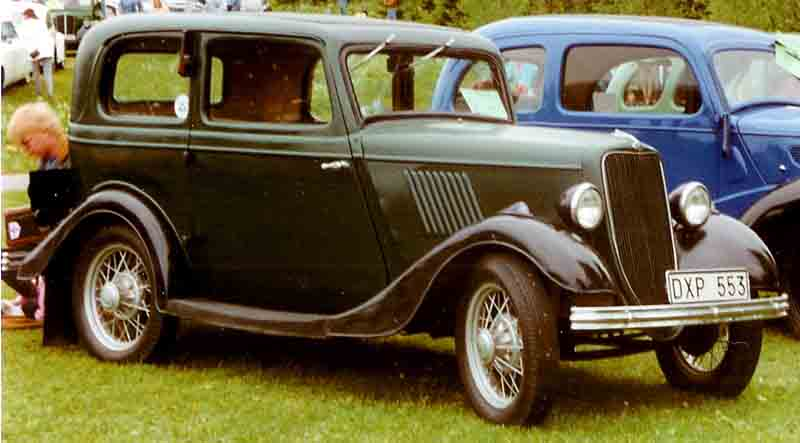
Un Ford 8 HP Y Junior de 1932

Ford anà consolidant un lloc preeminent en el mercat, fins al punt que el 1935 ja es plantejava el trasllat a una fàbrica pròpia construïda al Port Franc de Barcelona, un projecte que es perfilà el 1936 i que hauria d'ocupar uns 32.000 m2 ampliables, amb un cost total de 10 milions de pts. Tot això hauria permès d'arribar a una producció de 75 unitats diàries. A banda, Ford creà un teixit industrial de proveïdors que donava feina a prop de 2.000 treballadors, als quals calia sumar els prop de 800 treballadors de la fàbrica.
El 1935, la producció de l'empresa fou de 7.800 unitats (la meitat camions i la resta turismes) i les exportacions a Portugal, Itàlia i el Marroc es consolidaren. La filial catalana va aconseguir aquell any el segon lloc pel que fa a beneficis totals de la firma a Europa.

### El col·lapse de la guerra
Amb l'esclat de la guerra civil espanyola, la Ford fou intervinguda pel Comitè de Defensa del Poblenou, a l'òrbita de la CNT-FAI. La fàbrica quedà col·lapsada i la seva capacitat productiva va caure en picat (de juliol de 1936 a desembre de 1937 es produïren només 1.087 unitats, moltes d'elles amb finalitat militar).
Un cop acabat el conflicte, Ford va mirar de reorientar el negoci dins el nou marc polític i ja al juny de 1939 es va a entrevistar amb el futur president de l'INI, el militar Juan Antonio Suanzes, amb la idea d'oferir les seves instal·lacions al nou règim per a la fabricació de camions i tractors, molt necessaris durant la postguerra. Les converses, però, no van fructificar perquè als franquistes no els agradava que un sector estratègic estigués controlat per una firma de matriu estrangera i, d'altra banda, volien traslladar la fàbrica a l'altiplà castellà. A més, els feixistes no li perdonaven a Ford que, al contrari que altres fabricants, s'hagués negat a vendre els seus vehicles a crèdit al govern del general Franco.
Ford va haver de renunciar, doncs, a la fabricació de vehicles i es va centrar en la producció i importació de recanvis per als vehicles d'abans de la guerra, completant aquesta activitat amb la importació d'alguns models fabricats al Regne Unit o als EUA i la comercialització de gasògens. Cal dir que l'INI va dificultar sovint la importació de les peces necessàries.

### Extinció de la societat
Ford Motor Ibérica va subsistir uns anys sense fabricar vehicles, amb la idea de poder-s'hi tornar a dedicar aviat (l'empresa esperava poder muntar algun petit model de la Ford britànica, tipus Anglia o Prefect). El 1953, en entrar en producció les noves empreses SEAT i FASA-Renault, apadrinades pel règim, Ford s'adonà que el seu antic nínxol de mercat a l'estat espanyol quedava ocupat i renuncià finalment a la seva presència al país. El 1954 vengué la seva participació en l'empresa i la companyia resultant, plenament nacionalitzada, es va anomenar Motor Ibérica, SA.
La nova Motor Ibérica va mantenir la vinculació amb Ford mitjançant el muntatge de tractors Fordson i camions Thames Trader, tots dos models distribuïts al Regne Unit per la filial britànica de l'empresa americana, els quals comercialitzà amb la marca Ebro. El 1965 es varen trencar definitivament les relacions amb Ford i es formalitzà un acord amb la canadenca Massey Ferguson, que entrà a formar part de la societat.

## Llegat
Durant la seva etapa a Barcelona, Ford va realitzar una obra important, especialment pel que fa a la generació d'ocupació i la creació d'un important teixit industrial de proveïdors i subsidiaris, els quals varen ser a començaments de la dècada de 1950 el punt de partida d'altres indústries com ara SEAT i Pegaso. Al llarg de la seva història, Ford Motor Ibérica va fer una aportació cabdal a la motorització no només de Catalunya sinó de tot l'estat espanyol, gràcies a la construcció de tractors, òmnibus, camions i turismes. Durant les dècades de 1920 i 1930, models de la marca com ara el Ford T, l'A, el V8 o el 8 HP varen esdevenir els més habituals als carrers i carreteres del país.
Un cop dissolta Ford Motor Ibérica el 1954, Ford no es replantejà de tornar a l'estat espanyol fins al 1972 i culminà el seu projecte el 1976 amb l'obertura d'una nova planta a Almussafes (Ribera Baixa). Des d'allà, la nova filial Ford España, S.L. llançà el Ford Fiesta com a primícia mundial el 18 d'octubre de 1976.

## Producció
D'entre la variada gamma de vehicles que produí Ford Motor Ibérica a Barcelona, els models més reeixits comercialment varen ser els cotxes Ford A (1928) i Ford V8 (1932).

### Ford A
Un dels primers models de gran èxit muntats per Ford Motor Ibérica fou el Ford A. Aquest model, presentat als EUA el novembre de 1927 i a Espanya el gener de 1928, era estèticament una versió a escala del Lincoln, marca de luxe propietat de Ford. Duia també un sistema de frenada millor i un motor tetracilíndric de 3.286 cc i 24 CV de potència a 2.200 rpm, capaç d'assolir prop de 100 km/h. La producció total a Barcelona, 15.223 unitats entre 1928 i 1931, representà el 3,75% de la producció total de Ford A fora dels EUA. El 1930 fou el cotxe més venut a Espanya, amb un total de 6.074 unitats (gairebé el 25% de tots els automòbils venuts).

### Ford V8
El Ford V8 es va presentar als Estats Units a la darreria de 1931 i a Barcelona el maig de 1932. Proveït d'un motor de vuit cilindres en V elàstic i robust que va ser lloat a l'època com un prodigi de disseny, el 1934 encara es perfeccionà i arribà als 3.622 cc i una potència màxima de 65 CV, amb una velocitat màxima de 130 km/h. Per bé que tant als EUA com a Europa s'oferia a preus competitius (però no a Espanya, on resultava car per la càrrega de taxes), als Estats Units i a les filials europees de Ford s'oferia com a alternativa a aquest model el Ford B, més econòmic. El bastidor d'ambdues variants es construïa a la factoria de Colònia, la carrosseria era obra del carrosser britànic Briggs i altres components eren de fabricació catalana. El muntatge es feia a Barcelona.
Un altre model de gamma encara més baixa, presentat també el 1932, fou el Ford 8 HP (conegut també com a Ford Y). Era un disseny original de la filial de Ford al Regne Unit i duia un motor tetracilíndric en línia de 933 cc que lliurava 23,4 CV a 4.000 rpm, la qual cosa li permetia arribar als 90 km/h. Amb un preu final de 8.550 pts, les vendes varen ser importants i durant els anys previs a la guerra va tenir prou difusió entre la classe mitjana en ascens.